# Василевка (Волчанский район)
Василевка (укр. Василівка) — село в Ивановском сельсовете Волчанского района Харьковской области Украины. Население по переписи 2001 г. составляло 488 (220/268 м/ж) человек.

## Географическое положение
Село Василевка находится на левом берегу реки Плотва, выше по течению примыкает к селу Благодатное, ниже — село Ивановка. Село пересекает балка Ромашкин Яр. В 6 км находится железнодорожная станция Платформа 79 км.

## История
Основано в 1640 году. Упоминается в 1807 году в связи с описанием спиртзавода, принадлежавшего В. И. Бекарюкову. 
В ревизских сказках Василевка впервые упоминается в 1808 году (дополнительная ревизия по крепостным крестьянам Волчанского уезда). Заселение слободы происходило путём перевода крепостных крестьян В. И. Бекарюкова из слободы Ивановки и слободы Маломихайловки.

## Известные уроженцы
- Бекарюков, Дмитрий Дмитриевич — советский деятель школьной гигиены, Герой Труда.

## Экономика
- В селе есть молочно-товарная ферма.

## Объекты социальной сферы
- 2 школы.
- Клуб.
- Фельдшерско-акушерский пункт.
- Библиотека.
- Стадион.

## Достопримечательности
- Братская могила советских воинов.